# Николай Филипов (футболист)
Николай Филипов – Бойлера е бивш български футболист, флангови нападател.

## Биография
Роден е на 14 февруари 1976 г. във Варна. Висок е 170 см и тежи 65 кг. Играл е за Черно море, Шумен, Спартак (Варна), Добруджа и Родопа. Има 4 мача и 2 гола в турнира Интертото за Спартак (Вн).

## Статистика по сезони
- Черно море – 1992/93 – Б група, 4 мача/0 гола
- Черно море – 1993/94 – А група, 9/0
- Черно море – 1994/95 – Б група, 22/2
- Черно море – 1995/96 – Б група, 19/3
- Черно море – 1996/97 – Б група, 28/2
- Черно море – 1997/98 – Б група, 28/8
- Спартак (Варна) – 1998/99 – А група, 24/6
- Спартак (Варна) – 1999/00 – А група, 25/3
- Спартак (Варна) – 2000/01 – А група, 10/0
- Добруджа – 2001/02 – Б група, 23/8
- Добруджа – 2002/ес. - А група, 12/0
- Родопа – 2003/пр. - Б група, 14/2
- Родопа – 2003/04 – А група, 27/3
- Родопа – 2004/05 – А група, 25/0
- Спартак (Варна) – 2005/06 – Б група, 26/6
- Спартак (Варна) – 2006/ес. – А група, 15/2
- Шумен – 2007/пр. – Б група
- Шумен – 2007/08 – Б група